# 切爾尼希夫站 (基輔地鐵)
切爾尼希夫站（羅馬化：Chernihivska,  （ⓘ））是基輔地鐵斯維亞托申-布羅瓦雷線的一個車站。切爾尼希夫站位於基輔東部的新住宅區，車站開通於1968年11月4日。

## 外部連結
- （乌克兰語） Kyivsky Metropoliten - Station description and Photographs
- （俄文） Metropoliten.kiev.ua - Station description and Photographs
- （捷克文） Zarohem.cz- Photographs